# Darlene Zschech
Darlene Joyce Zschech (/dɑrˈliːn ˈtʃɛk/ (Brisbane, Queensland, Australia, 8 de Setembro de 1965) é uma cantora, compositora e pastora pentecostal australiana. Ela é pastora sênior da Hope Unlimited Church em Nova Gales do Sul.

## Biografia
Darlene Zschech fez da música uma parte integrante de sua vida, desde criança. Tem formação em Balé Clássico e também em Técnica Vocal. Aos dez anos já aparecia em um espetáculo de televisão, cantando e dançando. Como adolescente, continuou na música, enquanto trabalhava com jingles de empresas.

### Ministério
Aos dezoito anos conheceu o futuro marido, que foi uma parte vital do time de liderança na Hillsong Church em Sydney. Darlene assumiu o Grupo de Adoração & Departamento de Artes e Criatividade, enquanto Mark foi o Gerente de Mídia e Diretor do Ministério de Televisão. Darlene conduziu a adoração na maioria das semanas no canal Hillsong Television. Também era a diretora da Conferência Hillsong. Em 2003, mais de 18 000 pessoas compareceram de tempo integral à conferência no SuperDome e no Parque Olímpico em Sydney.
Em 2010, a cantora deixou a Hillsong, depois de 25 anos conduzindo o louvor na igreja. Foi para a HopeUC, Hope Unlimited Church, perto de Sydney, com o seu marido. Atualmente, são pastores seniores da Hope Unlimited Church na costa central de New South Wales.

## Aclame ao Senhor (Shout to the Lord)
Sua música "Shout to the Lord" (em português "Aclame ao Senhor") é música tema do primeiro álbum ao vivo co-produzido com a Integrity Music, que caracteriza Darlene Zschech como uma líder de adoração feminino proeminente. Foi nomeada como Álbum do Ano para o Dove Awards de 1997 e foi nomeada como Canção do Ano para o Dove Awards de 1998. Em 2000, Darlene recebeu uma indicação ao Prêmio Dove de Compositora do Ano e recebeu o Prêmio Internacional por influência em louvor e adoração.
Desde que foi escrita em 1993, a canção foi gravada em dezenas de álbuns e idiomas; no Brasil ficou conhecida através do grupo Diante do Trono, no seu primeiro álbum, e no álbum Aclame ao Senhor.

## Vida pessoal
É casada com Mark Zschech e mãe de Amy-Wood Zschech, Chloe Zschech e Zoe Jewel Zschech. 

## Discografia

### Álbuns solo
- 1990: Present History
- 1993: Pearls & Gold
- 1997: I Believe The Promise
- 2000: The Power of Your Love: Symphony
- 2003: Kiss of Heaven
- 2005: Change Your World
- 2010: Simply Darlene
- 2011: You Are Love
- 2013: Revealing Jesus: A Live worship experience
- 2015: In Jesus Name: A Legacy of Worship & Faith
- 2017: Here I Am Send Me (Hineni)

### Álbuns com a Hillsong
- 1988: Spirit And Truth
- 1990: Show Your Glory
- 1992: The Power of Your Love
- 1993: The Stone's Been Rolled Away
- 1994: People Just Like Us
- 1995: Friends In High Places
- 1996: God Is In The House
- 1997: All Things Are Possible
- 1998: Touching Heaven, Changing Earth
- 1999: By Your Side
- 2000: For This Cause
- 2001: You Are My World
- 2002: Blessed
- 2003: Hope
- 2003: UP: Unified Praise
- 2004: For All You've Done
- 2005: God He Reigns
- 2006: Mighty To Save
- 2007: Saviour King
- 2008: This Is Our God
- 2009: Faith + Hope + Love
- 2010: Con Todo
- 2010: A Beautiful Exchange
- 2011: God Is Able
- 2012: Cornerstone

## Livros
- 2004: Adoração Extravagante[7]
- 2006: O Beijo do Céu[8]
- 2009: The Great Generational Transition[9]
- 2011: Cantarei Teu Amor Pra Sempre (Delirious)
- 2012: A Arte de mentorear pessoas[10]